# 65769 Махалія
65769 Махалія (65769 Mahalia) — астероїд головного поясу, відкритий 4 березня 1995 року.
Тіссеранів параметр щодо Юпітера — 3,150.